# البارتيزان المناهضين للسوفييت

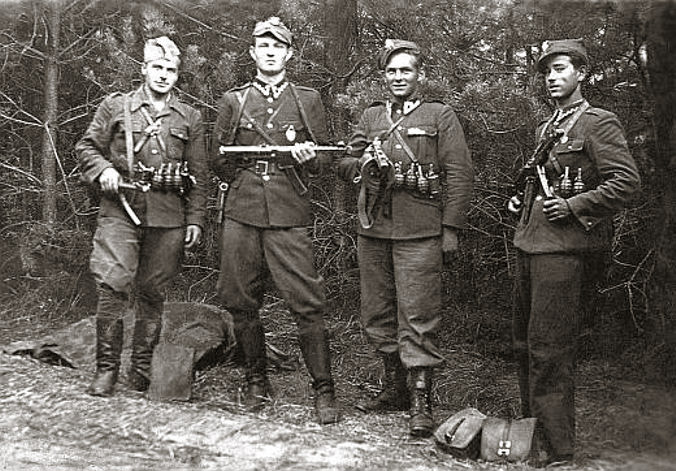
بارتيزان بولنديين مناهضين للشيوعية عام 1947.

قد تشير البارتيزان المناهضين للسوفييت إلى حركات مقاومة مختلفة عارضت الاتحاد السوفيتي والدول التابعة له في فترات مختلفة خلال القرن العشرين.

## خلال الحرب الأهلية الروسية وفترة ما بين الحربين
- حركة باسمشي
- الجيوش الخضراء
- حرب العصابات
- الجيش الأوكراني الثوري المتمرد

## خلال الحرب العالمية الثانية وما بعدها
- المتمردون الشيشان
- الجنود الملعونين (بولندا)
- حرب العصابات في دول البلطيق
  - البارتيزان في لاتفيا
  - الثوار الليتوانيين
  - البارتيزان في إستونيا
- جورياني (بلغاريا)
- مقاومة الشيوعية في بولندا (1944–1946)
- حركة المقاومة الرومانية المناهضة للشيوعية
- أرماتا نيجرو (مولدوفا)
- جيش التمرد الأوكراني
- المنظمات التي شكلتها ألمانيا النازية
  - عملية GULAG
  - القطط السوداء (بيلاروسيا)
  - الصليبيون (حرب العصابات) (كرواتيا)
  - فيرفولف (ألمانيا)

## خلال الحرب الباردة
- المجاهدون الأفغان
- عملية غلاديو (نفذها حلف شمال الأطلسي)